# Santa María del Buen Consejo (título cardenalicio)
Santa María del Buen Consejo es un título cardenalicio de la Iglesia Católica. Fue instituido por Francisco en 2020.

## Titulares
- Augusto Paolo Lojudice (28 de noviembre de 2020-actual)